# Bouygues
Bouygues (Euronext EN) és un grup industrial francès diversificat fundat el 1952 per Francis Bouygues i dirigit pel seu fill Martin Bouygues.
El grup s'estructura al voltant de tres activitats: construcció amb Bouygues Construction, Bouygues Immobilier i Colas, telecomunicacions amb Bouygues Telecom i mitjans de comunicació a través del grup TF1. El 2020, les vendes de Bouygues van ascendir a 34.694 milions d’euros. A finals de 2020, el grup es va establir a 81 països dels cinc continents i donava feina a més de 129.018 persones, incloses 62.901 a l'estranger.